# 中野松川站
中野松川站（日语：／ Nakanomatsukawa eki */?）是位於長野縣中野市大字中野，長野電鐵的長野線車站。車站編號為N20。
基本上只有普通列車停靠此站。當鄰近此站的一本木公園內舉行玫瑰節時，部分特急會臨時停靠此站。

## 歷史
- 1927年（昭和2年）4月28日 - 車站啟用[1]。
- 2011年（平成23年）2月13日 - B特急不再停靠此站。

## 車站構造
車站是一座地面車站，設有1面1線單式月台。此站為無人車站。曾經此站為有人車站，站內設有售票櫃臺與壁報板。

## 使用狀況
以下為近年1日平均乘車人次變化。
| 年度   | 一日平均 乘車人次 |
| ------ | ----------------- |
| 2000年 | 161               |
| 2001年 | 128               |
| 2002年 | 101               |
| 2003年 | 90                |
| 2004年 | 150               |
| 2005年 | 134               |
| 2006年 | 126               |
| 2007年 | 115               |
| 2008年 | 115               |
| 2009年 | 104               |
| 2010年 | 107               |
| 2011年 | 104               |
| 2012年 | 77                |
| 2013年 | 74                |
| 2014年 | 70                |
| 2015年 | 71                |
| 2016年 | 68                |
| 2017年 | 77                |
| 2018年 | 79                |

## 車站周邊
- 中野市立中野小學
- 中野松川郵局
- 一本木公園
- 中野市營棒球場（日语：中野市営野球場）

## 巴士路線
站前的市道（大門通）上設有長電巴士松川站巴士站。

### 長電巴士
- 上林線
  - 中野站 - 中町 - 松川站 - AEON中野店（日语：イオン中野ショッピングセンター） - 竹原 - 夜間瀨 - 湯田中站 - 澀溫泉（日语：渋温泉） - 上林溫泉（日语：上林温泉）
- 菅線 
  - 中野站 - 中町 - 松川站 - AEON中野店 - 長元坊團地 - 竹原站 - 戶狩 - 湯田中站
  - 中野站 - 中町 - 松川站 - AEON中野店 - 長元坊團地 - 竹原站 - 戶狩 - 佐野入口 - 菅

## 相鄰車站
長野電鐵
■長野線
■A特急、■B特急
通過
■普通
信州中野（N19）－中野松川（N20）－信濃竹原（N21）

## 注腳
1. 1 2 3 4 5 6 7 8 9  信濃毎日新聞社出版部. . 信濃毎日新聞社. 2011-07-24: 284. ISBN 9784784071647 （日语）.
2. ↑  《中野市之統計》各年度版。

## 外部連結
- 中野松川站｜各站資訊 （页面存档备份，存于）（日語） - 長野電鐵